# 召華塔拉哈 (穆)
召華塔拉哈 (穆)（？—1782年），又名召華穆，18世紀末期柬埔寨攝政。越南《大南實錄》稱其為昭錘謨。
1777年，柬埔寨發生內亂，副王安丹（អង្គតាំ）被謀殺，太上王烏迭隨後也突然死去。人們普遍懷疑是國王安農二世謀殺了烏迭。召華穆便起兵叛亂，反對國王安農二世。1779年，越南的阮主阮福映派杜清仁出兵柬埔寨，在召華穆的引導下，越南人擒獲安農，將其投入湄公河溺死。隨後，越南人立烏迭之子涅列列謝三世（安英）為柬埔寨王，以召華穆為攝政，胡文璘率領越南兵駐紮於柬埔寨境內進行監視。
召華穆的行為引起了暹羅王鄭昭的不滿。鄭昭派出20000人，由昭披耶·扎克里、昭披耶·素拉西率領，入侵柬埔寨。越南派阮有瑞、胡文璘協助召華穆進行防禦。不久，暹羅國內發生內亂，鄭昭被推翻。昭披耶·扎克里回國平叛，殺死鄭昭，成為新的暹羅王拉瑪一世。
同年，西山軍南侵阮主控制的嘉定，同時侵入柬埔寨領土。召華穆奉阮福映之命，與屋牙·甲叻洪 (蘇)（ឧកញ៉ាក្រឡាហោម (សួស)）領兵抵抗西山軍，但戰敗。不久，嘉定被西山軍攻佔，阮福映流亡海島之上。阮主方面向暹羅求救，並要求柬埔寨同意暹羅軍隊通過其領土，得到召華穆的同意。6月，召華穆與屋牙·甲叻洪 (蘇)發生衝突。在暹羅的支持下，蘇與屋牙·裕瑪拉 (本)（ឧកញ៉ាយោមរាជ，昭錘卞）聯手將穆擒獲，隨後將其誅殺。